# Autódromo Geraldo Backer
O Autódromo Geraldo Backer é um autódromo brasileiro, localizado no bairro de Barcelona, no município da Serra, no estado do Espírito Santo. Foi concebido e construído pelo empresário Geraldo Backer, o "Bata", dono da rede de Postos de Combustíveis BKR.
Neste autódromo, correm categorias como a BKR Turismo, usando carros de rua adaptados, a BKR Sport Turismo, que usa protótipos como o Aldee, e a Fórmula BKR, que corre com monopostos Techspeed da Fórmula São Paulo.
Em 31 de março de 2012, o idealizador das categorias e criador do autódromo, o empresário Geraldo Backer, o Bata morre, devido a morte súbita, enquanto pilotava um Techpseed da Fórmula BKR.
Com a morte de Bata, muita coisa mudou no autódromo (que sofreu um reforma, para se adequar as normas da Confederação Brasileira de Automobilismo (CBA) e no automobilismo capixaba. A Fórmula BKR, por exemplo, já estava em seus últimos passos, devido a falta de interesse dos pilotos e os altos custos da categoria, coma morte de Bata, a categoria em fim, acabou, tendo seu carros vendidos para duas equipes mineiras da Fórmula 1.6 gaúcha.

## Descrição do traçado
O traçado é curto (Club Track), e não possui muitas saídas de escape, sendo assim impraticável uma categoria muito potente, como a Stock Car. Todavia, as categorias que lá correm, todos os anos contam com grande número de carros, pilotos e torcedores.